# 科茲利尼奇 (科韋利區)
51°14′17″N 25°2′40″E / 51.23806°N 25.04444°E
科茲利尼奇（烏克蘭語：Козлиничі），是烏克蘭的村落，位於該國西部沃倫州，由科韋利區負責管轄，始建於1545年，面積2.68平方公里，海拔高度177米，2001年人口506，人口密度每平方公里188.81人。